# Цихоцкий, Михал
Михал Миколай Цихоцкий (пол. Michał Mikołaj Cichocki; сентябрь 1770, Варшава — 5 мая 1828, там же) — генерал бригады войск Великого герцогства Варшавского.

## Биография
Внебрачный сын последнего польского короля Станислава-Августа Понятовского (1732—1798) и княгини Магдалены Агнешки Любомирской (1739—1780).
Окончил Варшавскую рыцарскую школу (кадетский корпус), с 1785 года служил в коронной артиллерии. В чинах поручика и капитана он участвовал в Русско-польской войне 1792 года, где отличился в битве под Дубенкой (18 июля 1792). В 1793 году вышел в отставку. В 1794 году после начала польского восстания под руководством Тадеуша Костюшко он вернулся на военную службу. Служил при штабе генерала Станислава Мокроновского, дослужился до чина полковника. После подавления восстания вышел в отставку и проживал в Варшаве.
С 1807 года Михал Цихоцкий служил в войске Великого герцогства Варшавского. В 1809 году он был комендантом плаца в Люблине, затем командиром 9-го пехотного полка Варшавского герцогства. Он участвовал во французской интервенции в Испанию. Вместе с дивизией Варшавского герцогства он вернулся из Испании и принял участие во вторжении Наполеона в Россию в 1812 году. 28 ноября 1812 года был ранен в боях на реке Березина. В 1813 году Михал Цихоцкий оборонял Шпандау (район Берлина) во время весенней кампании.
18 июня 1813 года Михал Цихоцкий был назначен полковником 4-го пехотного полка Варшавского герцогства, куда также были включены 7-й и 9-й пехотные полки Варшавского герцогства. 16 октября 1813 года был ранен в битве под Лейпцигом. После чего командование полком принял майор Игнацы Доброгойский (1772—1825). Был произведен в бригадные генералы. После наполеоновских войн Михал Николай Цихоцкий вернулся на родину.
С 1815 года — командир 3-й пехотной бригады армии Польского царства.
Член масонской ложи Славянского единства.

## Награды
- Орден «Virtuti Militari», рыцарский крест (1792, Речь Посполитая)[1]
- Орден Почётного легиона (Французская империя)
  - кавалер (11 июля 1813)[1][2]
  - офицер (12 октября 1813)[1][2]
- Орден Святого Владимира 1-й степени (Российская империя)
- Орден Святой Анны 1-й степени (Российская империя)
- Орден Святого Станислава 2-й степени (Царство Польское)[3]